# Rock de Guatemala
El término Rock guatemalteco o Rock Chapín se refiere al movimiento de rock en español en Guatemala.

## Historia
En Guatemala el rock en español comenzó a surgir a mediados de la década de 1960, con los entonces llamados "conjuntos" como  Los Picapiedra, Los Marauders, Los Reyes del Ritmo, los traviesos y Los Jets.
Posteriormente en la década de 1970 hicieron un gran trabajo grupos como S.O.S., Cuerpo y Alma, modulo 5, la compañía, Plástico Pesado, Apple Pie, Caballo Loco, Santa Fe, Siglo XX, Abraxas y otros.

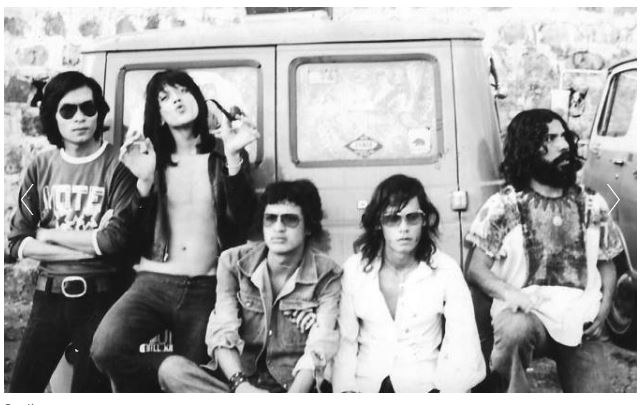
PLASTICO PESADO in it's original format (1975)

La primera ópera rock fue Corazón del Sol Naciente, producida por un grupo de jóvenes en 1973.
Durante los años ochenta surge Alux Nahual una de las primeras bandas que pudo colocar su música en radios y que además logra convertirse en una de las bandas más importantes de Centroamérica.

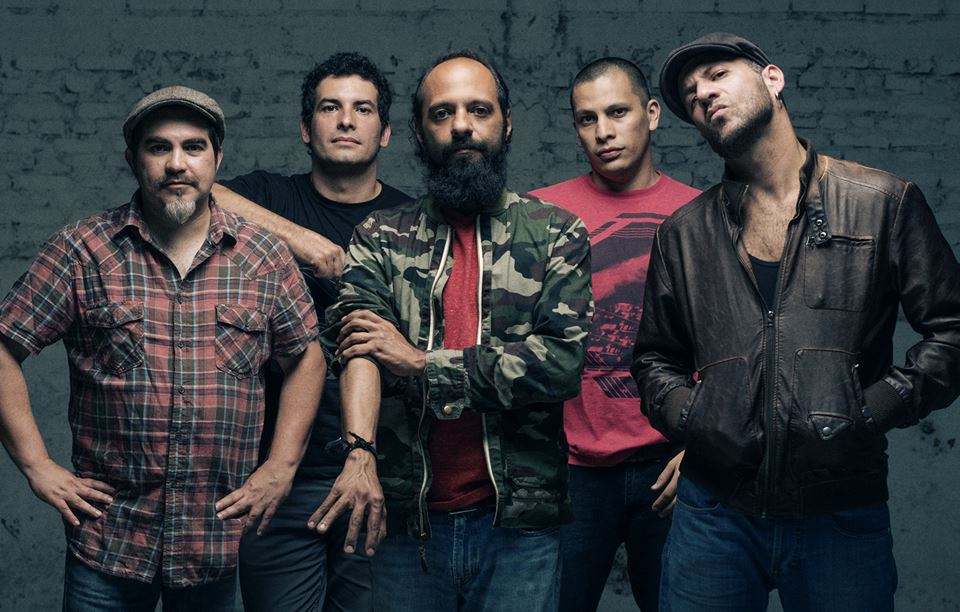
Bohemia Suburbana - 20184

Durante la década de 1990 el rock guatemalteco comienza a tener gran aceptación en el público especialmente con el surgimiento de bandas como Bohemia Suburbana, Stress, Radio Viejo, Viento en Contra y Viernes verde, quiénes organizan el festival Garra Chapina que da a conocer bandas nuevas. También es importante mencionar otras bandas del movimiento de 1990 como Guerreros del Metal, Piedras Negras, Yttrium, La Tona, Extinción, Noctis Invocat, Fernando Varela con Sore Sight y Bulimia Subhumana (parodia de la banda Bohemia Suburbana), Fábulas Áticas, Golpes Bajos, Extraña Procedencia, Influenza, Domestic Fool, Abyssum, Astaroth, Tiananmen, Malacates Trébol Shop, Legión entre otros.
En diciembre de 1994 se realiza en la plaza de toros de la ciudad de Guatemala el concierto llamado ¡Libertad de Expresión Ya!, donde participaron las más notables bandas de rock nacional tales como Bohemia Suburbana, La Tona, Viernes verde, Stress, Astaroth, Influenza, Radio Viejo, Guerreros, Yttrium, Tiananmen entre otras. ¡Libertad de Expresión Ya! fue un movimiento/concierto que marcó la historia de Guatemala en muchos niveles. Al grito de "Si nos prohíben hablar ¡Cantemos!", este evento reunió bandas, jóvenes, intelectuales, influyentes ideas e idealistas. Este evento tuvo un alto impacto cultural a nivel nacional, difundiendo la cultura del rock Guatemalteco y cobrando un impulso nunca antes visto.
El punto de mayor concentración de conciertos de estas bandas se daban en la Z.1 de la Ciudad de Guatemala, en lugares como La Bodeguita del Centro, Donde Pie de Lana y conciertos en el teatro al aire libre.
A principios del año 2000 comienzan a sonar en Guatemala bandas de mucha calidad musical tales como Grada Sur, Razones De Cambio, Ricardo Andrade y Los Últimos Adictos banda formada por el exvocalista de Stress y se disuelve luego del asesinato de su vocalista, Surash, Dharana, Conciencia Sublime, Sophia, Stygma, Toba, Atlivitunn, Metal Requiem, Planeta Panamericana, Seol, Amalantra, Sanctum Regnum, Sombras Ocultas, Arpia, Andrómeda, Letargo, Ego y Anarkia entre otras.
Cerrando la década, el rock en Guatemala empieza a perder difusión mediática, especialmente por la falta de apoyo por parte de medios de comunicación, radios que difundían el género en su totalidad cómo Metrostereo, Fm Fenix y Radioactiva desaparecen; mientras que otras como La Marca 94fm y Atmósfera cambian de formato hacia música más comercial. Sin embargo el género se mantiene en el underground siempre generando bandas como None At Last y Sinattra. Y al mismo tiempo bandas que se mantienen en el mercado empiezan a tomar mayor importancia gracias a empresas cerveceras que patrocinan dichas bandas para la comercialización de sus productos en eventos masivos.

### 2000 - 2010

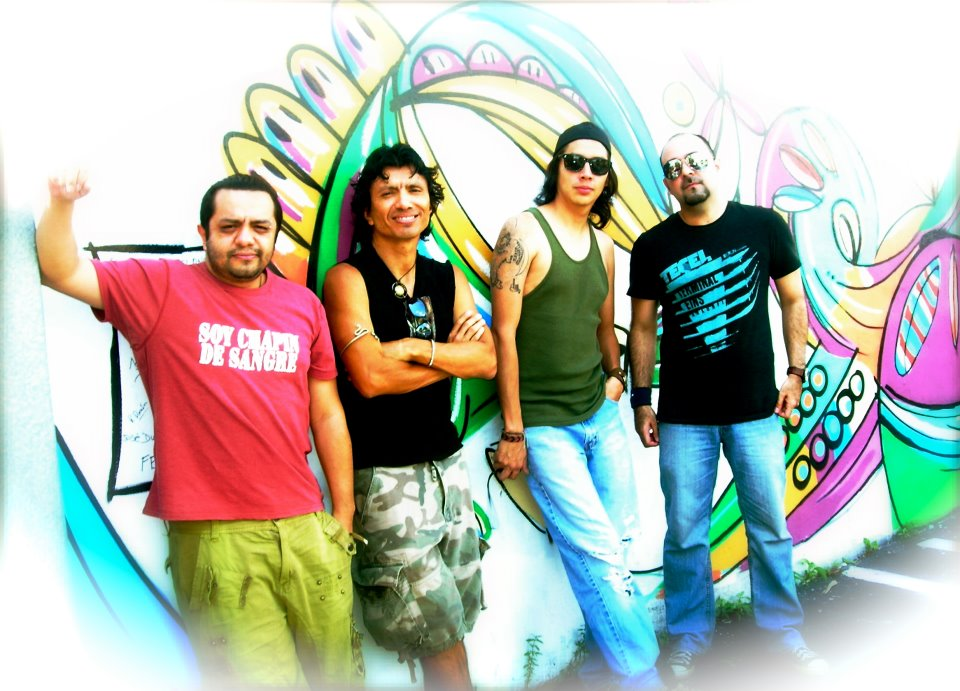
Viernes Verde

Hacia el 2005 el rock guatemalteco ya no es tan fuerte en popularidad masiva como en algún momento lo fue en los 90s y principios de los 2000, muchas bandas de 1990 desaparecieron a excepción de  la Garra Chapina que fue un festival de música rock guatemalteco independiente, creado en 1999 por Viernes verde, la cual es una banda musical de mucha trayectoria en dicho país, la única que sigue vigente desde la década de los 90´s y la más importante de esta corriente musical en Guatemala. Este festival de música fue creado con la intención de darle una oportunidad de exposición a bandas completamente nuevas y de esta manera contribuir al desarrollo de la industria musical en el país. Desde 1999 hasta el 2012 se han hecho 12 ediciones del Festival, tiempo durante el cual se han presentado más de 60 bandas y alrededor de 250 artistas tanto guatemaltecos como de otros países centroamericanos. Existe una escena emergente con una gran variedad de bandas influenciadas por distintos subgéneros como el metal, rock alternativo, indie rock, pop rock, surf-rock, punk, Ska, etc.  Se puede dar crédito que el festival fue el único que sobrevivió a los cambios generacionales, y a la falta de público, radios y apoyo en general. Además el Festival logró fuerte difusión principalmente en el canal mexicano Telehit, que realizó documentales, así mismo el festival en el año 2005 logró ser grabado y comercializado posteriormente en un DVD, que para la fecha fue el único documental en vivo grabado profesionalmente en Guatemala. 
Así mismo Bohemia Suburbana resurge después de 1997 emergentemente durante el 2001 y 2003, se desintegran y logran un disco hasta el 2009 y regresan a los escenarios formalmente de nuevo hasta finales del 2012.  Alux Nahual desintegrado a finales de los 90 resurge formalmente hasta mediados del 2012. 
Se pueden mencionar bandas emergentes entre los años 2004 de género pop que  fueron exclusivas de la Cervecería Gallo durante esa época, entre las más importantes están, El tambor de la tribu y el clubo, quienes tienen la mayor aceptación en esos años. A su vez nacen bandas como: Los del parke, Los Reyes Vagos, Hot sugar mama, Woodser, Vos tampoco, Rotz, Skalda2, The killer tomato, Ferxa, Iguanamanga, Señor juan, Somni view, Boomper Fortuna fugaz, dichas bandas mencionadas cuentan con al menos una o más producciones musicales masterizadas y mezcladas con algunos sencillos en radio y vídeos musicales.
El género metal también sufrió a finales de los 90 donde a inicios de la década del 2000 Noctis Invocat, Sore Sight, Domestic Fool, Toba, Sanctum Regnum fueron desapareciendo, encontrándose brevemente en recintos pequeños,  sin embargo las bandas que sobrevivieron a la década del 2000 son: Guerreros del Metal, Att Livitunn, Ego, Nova Épica, Andrómeda, Célula, Metal Réquiem, etc.

### 2010 a 2021

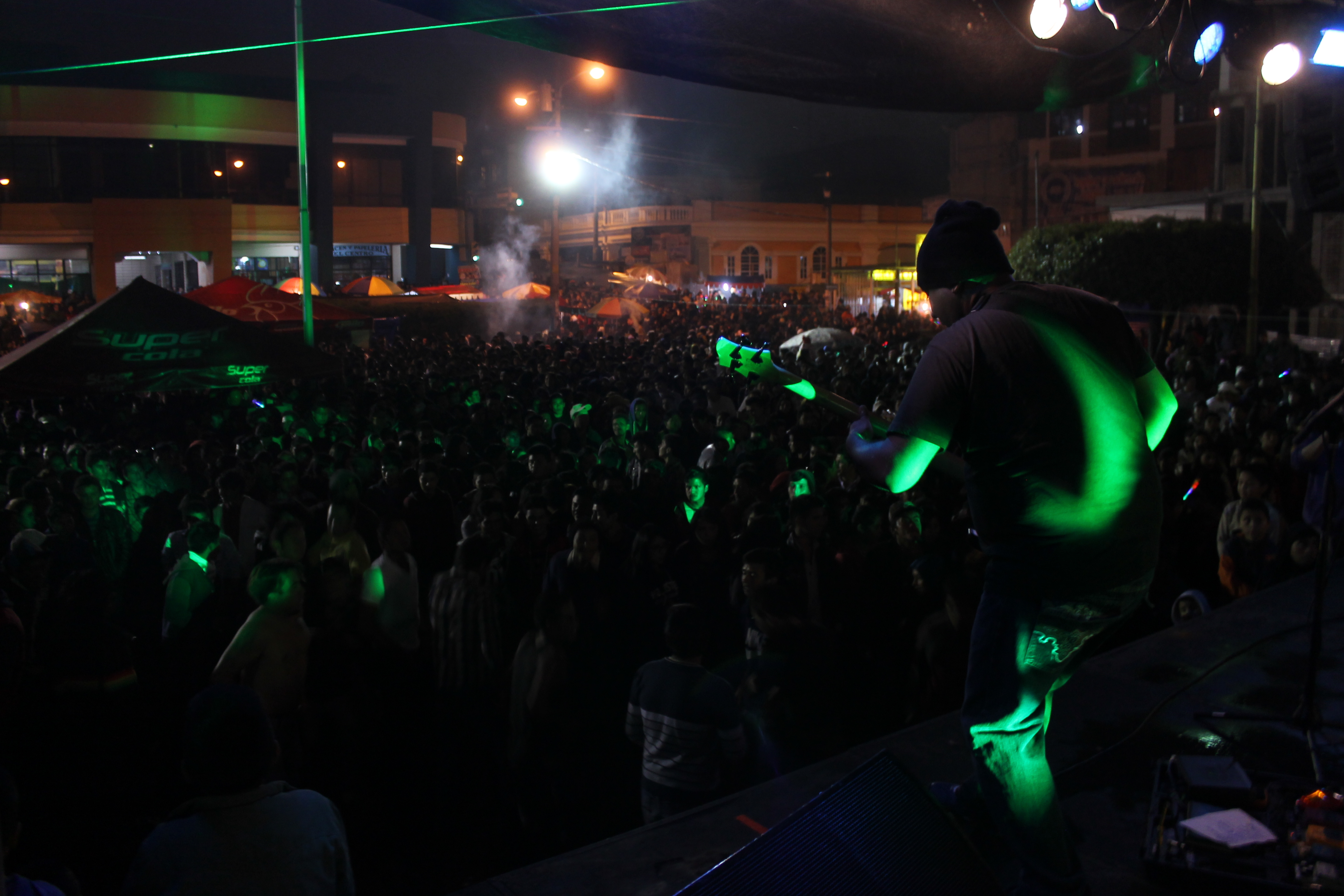
Dave Amado de Boomper en plaza central de San Marcos,

Actualmente el movimiento se mantiene con una escena que día a día crece aunque con menos apoyo en radios por la corriente musical urbana en Guatemala con la aparición de grupos como: Los patanes, Los miseria cumbia band, Pedro Cuevas y Gangster. Sin embargo bandas como Viento en Contra, El Tambor de la Tribu, Viernes Verde, Bohemia Suburbana, Malacates Trébol Shop, y El Clubo mantienen al género vigente y con mucha aceptación, siendo las bandas más reconocidas en Guatemala y gran parte de Centroamérica. 
En la actualidad en Guatemala, existen 2 grandes movimientos del Rock, uno ocupado por las bandas más grandes que nacieron entre la década de los 90, los exponente más relevantes son: Ricardo Andrade y Los Últimos Adictos, Viento en Contra, El Tambor de la Tribu, Viernes Verde, Bohemia Suburbana, El Clubo y Reyes Vagos. Por otro lado, el movimiento emergente que ha generado mucho de que hablar en los últimos 5 años con bandas como: Filoxera, Hot Sugar Mama, Satélite!, Orikalcos, Boomper, Sargento Pimienta, The Killer Tomato, Los Tamales, Niña Indigo (formada por integrantes de Bohemia Suburbana ), La Casa de Kello, Fözz, Plástico Pesado y Di WAV.
2024 - HOY
Actualmente el Rock guatemalteco ha evolucionado y han surgido bandas experimentales con un sonido más fresco que se introduce en el mercado. Algunas que han impactado en la industria son Ausencias y Carousel modernizando así el Rock nacional.

## Bandas representativas del rock guatemalteco
- Alux Nahual
- Bohemia Suburbana
- El Tambor de la Tribu
- Letargo (Banda)
- Razones de Cambio
- Ricardo Andrade y los últimos adictos
- Viento en Contra
- La Tona
- SURASH
- Viernes Verde